# Pornassio
Pornassio (en ligur Purnasce ) és un comune italià, situat a la regió de la Ligúria i a la província d'Imperia. El 2015 tenia 685 habitants.

## Geografia
Es troba en una vall exposada al migdia. El territori està format per una seqüència de sis llogarets units entre si per una antiga ruta de la sal, dispersos a més de 500 metres d'altitud: Pornassio Ponti, Vila (a la vegada dividit en les localitats de: Barbei, Barche, Castello i Maccagnai), San Luigi (ajuntament), Ottano, Case Rosse i Nava. Limita amb Armo, Cosio di Arroscia, Montegrosso Pian Latte, Ormea, Pieve di Teco i Rezzo.

## Evolució demogràfica
| Gràfica d'evolució de Pornassio entre 1861 i 2011 |
|                                                   |
| Font: ISTAT                                       |